# Am Jenseits

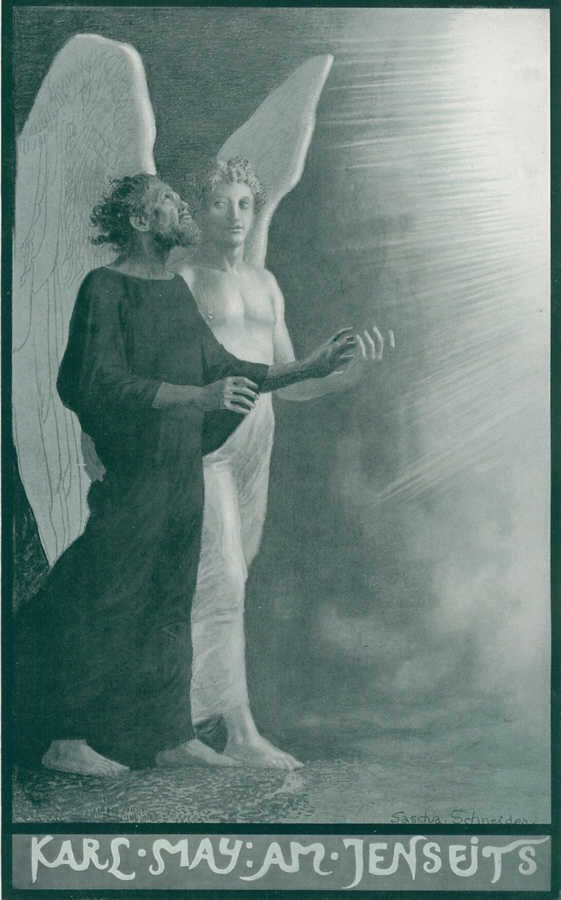
Buchdeckel der von Sascha Schneider gestalteten Ausgabe, 1906

Am Jenseits ist Band 25 der Gesammelten Reiseerzählungen von Karl May. Das Buch wurde 1899 direkt für die Buchausgabe bei Friedrich Ernst Fehsenfeld geschrieben.

## Entstehungsgeschichte
Band 25 war der dritte Roman nach Band 7 Winnetou I und Band 24 Weihnacht, bei dessen Text es keine Vorabdrucke in Zeitschriften oder anderen Printmedien gab. Ursprünglich hatte Karl May vor, diese Reiseerzählung in einem einzigen Band abzuschließen. Für Band 26 war der Beginn der Tetralogie Im Reiche des Silbernen Löwen fest vorgesehen, da dieses Werk bereits im Deutschen Hausschatz erschien. Doch wurde das Werk beim Schreiben derart umfangreich, dass May die Erzählung mitten in der Handlung beenden musste und seine Leser auf einen zweiten Teil Im Jenseits vertröstete. Durch das einschneidende Erlebnis seiner großen Orientreise 1899/1900, die ihn zur „symbolischen“ Schreibweise führte, kam es nicht mehr dazu.

## Inhalt
Kara Ben Nemsi ist mit Hadschi Halef Omar, dessen Gattin Hanneh, beider Sohn Kara Ben Halef und einer Schar Haddedihn auf dem Weg nach Mekka. In der arabischen Wüste retten sie einem scheintoten Münedschi (‚Wahrsager‘), den sein vermeintlicher Beschützer El Ghâni (‚der Reiche‘) und dessen Begleiter nur unvollständig im Sand bestattet haben, das Leben. Sie entscheiden, den blinden und geschwächten Mann nach Mekka mitzunehmen, wo er wohnt. Der Münedschi hat immer wieder Visionen, bei denen er mit der Stimme des Geistwesens Ben Nûr spricht und einen Blick an den Rand des Jenseits machen kann.
Unterwegs begegnet ihnen Khutab Aga, der als Oberaufseher von Meschhed Ali, einem Wallfahrtsort des schiitischen Islams, mit einigen Soldaten El Ghâni und seinen Komplizen nachjagt, da diese den heiligen „Schatz der Glieder“ gestohlen haben. Kara Ben Nemsi hilft bei der Überführung der Täter und bei der Sicherstellung des Diebesguts. Daraufhin stiftet El Ghâni Beduinen vom Stamm der Beni Khalid zu einem Überfall auf die Gesellschaft an, um sich zu rächen und sich die Beute zurückzuholen. Die Truppe Khutab Agas wird ermordet, er selbst und Kara Ben Nemsi geraten in Gefangenschaft und entgehen nur knapp dem Tod. Die Haddedihn retten sie, nehmen El Ghâni und die Beni Khalid ihrerseits gefangen und geben Khutab Aga den Schatz zurück. Die Beni Khalid und El Ghâni werden unter dem Eindruck der visionären Reden des Münedschi, worin dieser immer wieder die Macht der Liebe betont, von der ihnen nach dem „Gesetz der Wüste“ drohenden Todesstrafe freigesprochen und dürfen weiterziehen, zeigen aber statt Dankbarkeit nur Spott und Hohn.
Indes haben Beduinen vom Stamm der Beni Lam die Geschehnisse heimlich beobachtet. Sie wollen für die Ermordung eines ihrer Stammesmitglieder, woran auch Ghânis Sohn beteiligt war, die Blutrache ausüben. Durch einen unblutigen Überraschungsangriff nehmen sie die Gruppe Kara Ben Nemsis gefangen. Ein anderer Trupp spürt El Ghâni auf. Er wird ebenfalls festgenommen, sein Sohn und die anderen Mordkomplizen werden erschossen. Der Scheik der Beni Lam, Abd el Darak, hatte außerdem geplant, bei dieser Gelegenheit den „Schatz der Glieder“ an sich zu nehmen. Die Worte des Münedschi über die Liebe und der gütige Umgang der Gruppe Ben Nemsis mit ihren Feinden haben jedoch die edle Seite seines Charakters geweckt, sodass er die Gefangenen freilässt und den Schatz dem rechtmäßigen Besitzer überlässt.
Als El Ghâni fortgejagt wird, kommt der Münedschi aus Loyalität mit ihm. Jener setzt ihn jedoch in der Wüste aus, um ihn verschmachten zu lassen. Kara Ben Nemsis und seine Begleiter finden den Münedschi noch lebend vor und retten ihn erneut. Dieser fordert die Gruppe auf, sich den Ort zu merken, da sie eines Tages wieder herkommen würden, „wenn abgerechnet wird“. Gemeinsam setzen sie die Reise nach Mekka fort.

## In Mekka

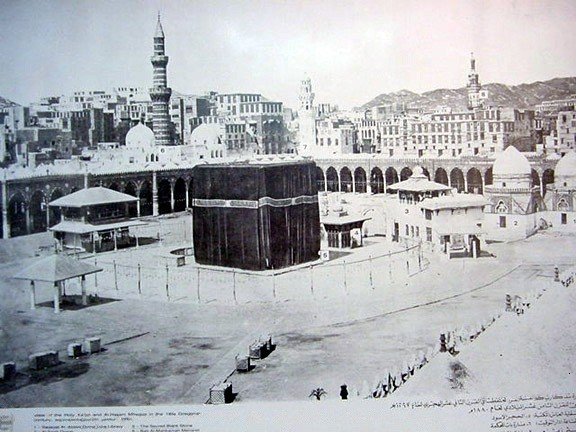
Mekka mit dem Heiligtum Kaaba, 1880

Karl May führte die Erzählung nicht zu Ende. In seinem Nachlass war kein Hinweis zu finden, wie er sich die Fortsetzung gedacht hatte. Franz Kandolf schrieb deshalb den Band 50 im Stil des Autors bei den Reiseabenteuern.

### Inhalt
Kara Ben Nemsi heilt das Augenleiden des Münedschi und kann ihn endgültig von der Unredlichkeit des Ghâni überzeugen. Der Münedschi offenbart seine Lebensgeschichte, die ihn aus Russland, das er aus politischen Gründen verließ, an den persischen Hof führte. In Teheran hatte der Ghâni eine Intrige gegen den Münedschi inszeniert und ihn so in seine Abhängigkeit gebracht. Nach der Ankunft in Mekka entdecken Kara Ben Nemsi und Hadschi Halef Omar Beweise für die räuberischen Absichten des Ghâni. Dabei finden sie Zugänge zu einem unterirdischen Geheimgang, der sie auf die Spur einer Verschwörung des Ghâni gegen den Großscherif und den osmanischen Statthalter führt. Um sich seiner Widersacher zu entledigen, versucht jedoch der Ghâni, Kara Ben Nemsi und seine Gefährten gegenüber dem Großscherif in Misskredit zu bringen und lastet ihnen das Verschwinden des Münedschi an. Bei einer öffentlichen Anhörung in der Residenz des Großscherifs taucht jedoch unerwartet der inzwischen sehende Münedschi auf, der stattdessen die Schuld des Ghani bezeugt. Kara Ben Nemsi wird zwar als Christ entlarvt, darf aber aufgrund des Wohlwollens des Großscherifs in Mekka bleiben. Mit Hilfe von Hadschi Halef Omar und den Haddedihn unter der Führung von Kara Ben Halef wird der Ghâni verhaftet, als dieser den Geheimgang für einen Überfall auf den Großscherifen nutzen will. Dem Münedschi wird sein Eigentum zurückgegeben und er kann auch das Geheimnis seines früheren Lebens zu einem befriedigenden Ende bringen. Der aus Mekka fliehende Ghâni stirbt auf mysteriöse Weise in einem Sandsturm, genau an der Stelle des ausgesetzten Münedschi in der Wüste. Die Weissagung Ben Nûrs geht damit in Erfüllung.

## Buchausgaben
- Karl May: Am Jenseits. Reiseerlebnisse von Karl May. (Karl May’s gesammelte Reiseerzählungen. Band XXV). Freiburg: Fehsenfeld, 1899. Reprint Bamberg: Karl-May-Verlag, 1984.
- Franz Kandolf: In Mekka. Fortführung von Karl Mays Reiseerzählung Am Jenseits (Karl May’s Gesammelte Werke, Band 50), Karl-May-Verlag, Bamberg 1953.